# Det Norske institutt for kosmisk fysikk
Det Norske institutt for kosmisk fysikk var ett norskt statligt forskningsinstitut, som inrättades 1927 för fysikaliska undersökningar av den övre jordatmosfären. Nordlysobservatoriet i Tromsø och avdelningen för rymdfysik i Oslo låg under institutet. Det lades ned 1972 i samband med inrättandet av Universitetet i Tromsø.